# Vinternatt i Rondane
Vinternatt i Rondane, också benämnd Vinternatt i fjellene, är en oljemålning av Harald Sohlberg från 1914.
Harald Sohlberg gjorde flera versioner av bilder i olika teknik med detta vinternattsmotiv. Den mest kända är den från 1914 och som finns på Nasjonalgalleriet i Oslo. Den har också en påskrift av målaren, som upptäcktes vid en konservering 2014, med titeln Vinternatt i fjellene.
Sohlberg började bearbeta motivet omkring nyår 1900. I februari slog han sig ned på Nesset vid Atna i Østerdalen för att måla bergen i Rondane, och 1901 flyttade hustrun Lilli Rachel Hennum (född 1878) också dit. De bodde där till 1902. Vid påsktid 1900 såg Harald Sohlberg Rondane för första gången i månsken, en upplevelse han senare beskrev som: "fremmed, ny og veldig som en åpenbaring, der efterlot et inntrykk i meg som jeg aldri siden kunne glemme". På Nationalmuseum i Stockholm finns omkring tio skisser med motivet från 1900–1902. Han har skapat versioner i kol, färgkritor, olja och som akvarell. Slutversionen i olja påbörjades 1911 och blev färdig vintern 1913/14. Därefter använde Sohlberg motivet bland annat i en färglitografi, men också som en målning under sina sista levnadsår. Förutom de litografiska exemplaren finns det sammanlagt 20 utgåvor med motivet, de flesta som akvareller eller i blandteknik på papper. 

## Proveniens
Slutversionen från 1914 gjorde Harald Sohlberg till Jubileumsutstillingen på Frogner 1914. Den mottogs positivt av publik och kritiker. Sohlberg själv betraktade målningen som helt speciell och ansåg att den representerade kärnan i hans konstsyn.
Vinternatt i Rondane från 1914 lämnades som gåva 1918 till Nasjonalgalleriet i Oslo av redaren Jørgen Breder Stang (1874–1950).
År 1995 utnämndes verket till Norges nationalmålning efter omröstning i Norsk rikskringkasting, där det fick fler röster än bland andra Adolph Tidemands och Hans Gudes Brudfärden i Hardanger.

## Rastplats Sohlbergplassen
Vinternatt i Rondane bygger på intryck och skisser från olika utsiktspunkter. Vid Atnsjøen i Stor-Elvdal kommun byggdes 2005 en rastplats i närheten av Sohlbergs viktigaste utsiktspunkter för konstverket. Rastplats Sohlbergplassen ritades av arkitekten Carl-Viggo Hølmebakk.

## Bildgalleri

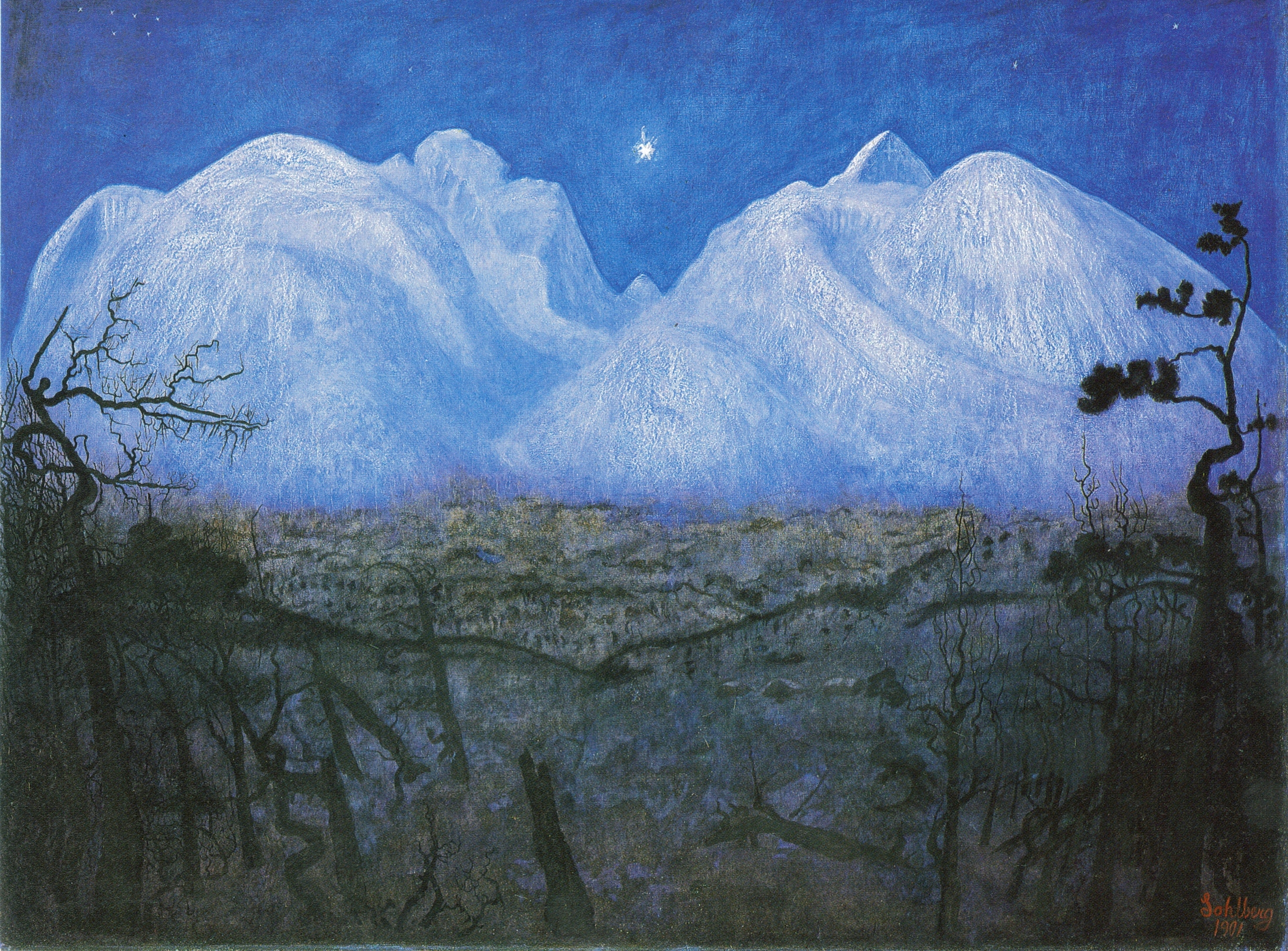
Vinternatt i Rondane 1901
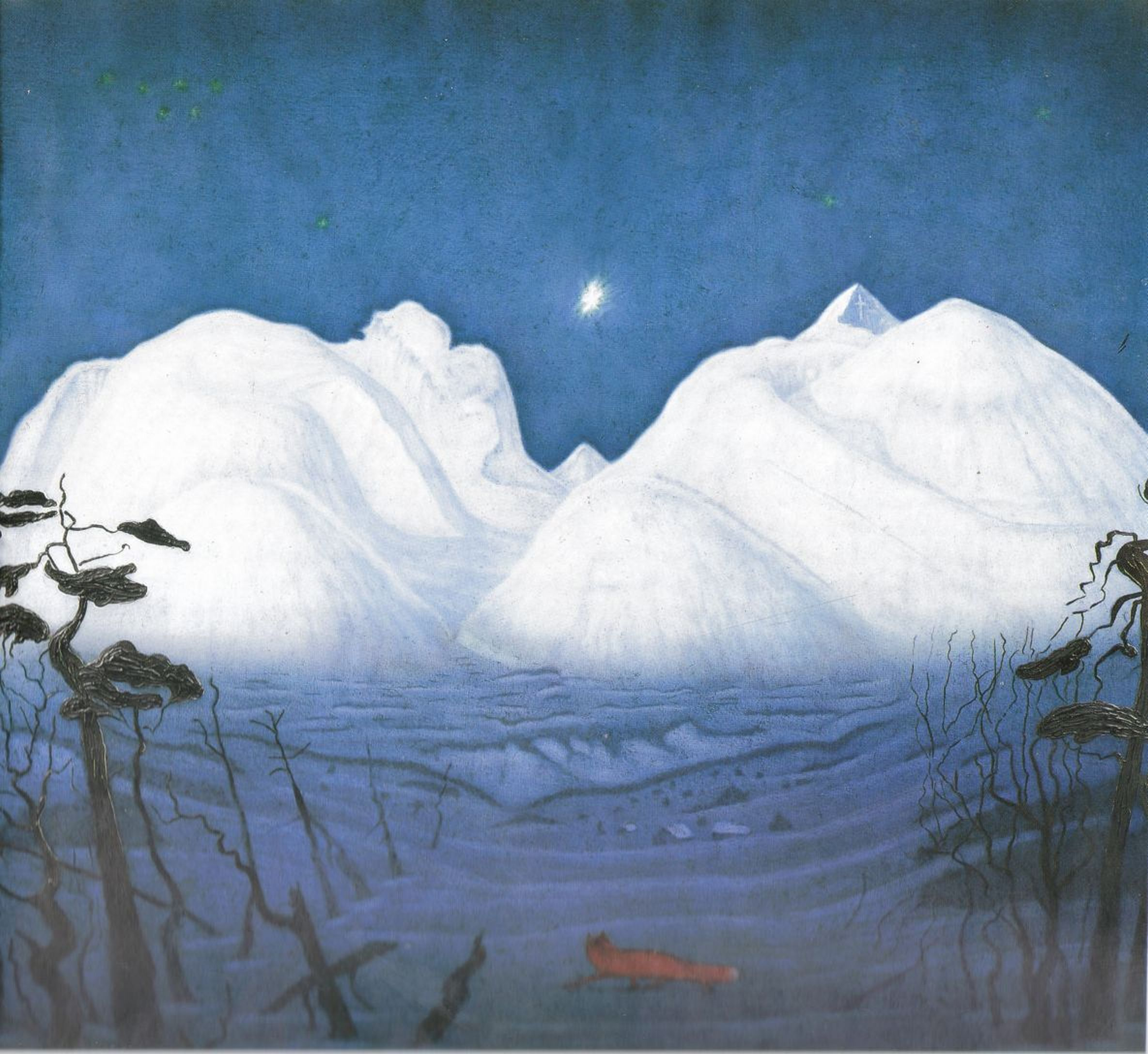
Vinternatt i Rondane, version III, 1918–24